# Far from the Maddening Crowds
Far from the Maddening Crowds è il primo album in studio del disc jockey e musicista britannico Chicane, pubblicato nel 1997.

## Tracce
1. Early – 4:17
2. Already There – 2:55
3. Offshore (Original Version) – 6:45
4. Lost You Somewhere – 8:26
5. From Blue to Green – 5:51
6. Sunstroke (Disco Citizens Mix) – 9:06
7. Leaving Town (feat. Salt Tank) – 5:58
8. Red Skies – 7:35
9. Sunstroke (Original Version) – 6:18
10. Offshore '97 (feat. Power Circle) – 9:12
11. The Drive Home – 6:06